# Tauu – en atol i Stillehavet
|  | Denne artikel er oprettet af botten Steenthbot ud fra en ekstern database. Den kan derfor have sproglige fejl eller mangler. Denne skabelon kan fjernes efter kontrol af indholdet. |

Tauu – en atol i Stillehavet er en dansk dokumentarfilm fra 1967 instrueret af Arvid Klémmensen.

## Handling
En ny dag begynder. Der hentes taro og kokos på en anden ø. Nu bliver der arbejde til mange. trevlerne fra kokosnødderne skal behandles for siden at flettes til reb. der skal flettes måtter. Olie og saft presses af kokosnødderne. Taroerne snittes og basten fra sukuhau-træet væves til lændeklæder eller skørter. Alle har travlt, for der skal være bryllup. Festen indledes med, at byens råd uddeler kausurublade, så lotau vil beskytte dem. Dernæst begynder dansene, som alle har til formål at ønske brudeparret held og lykke i fremtiden